# Route nationale 89

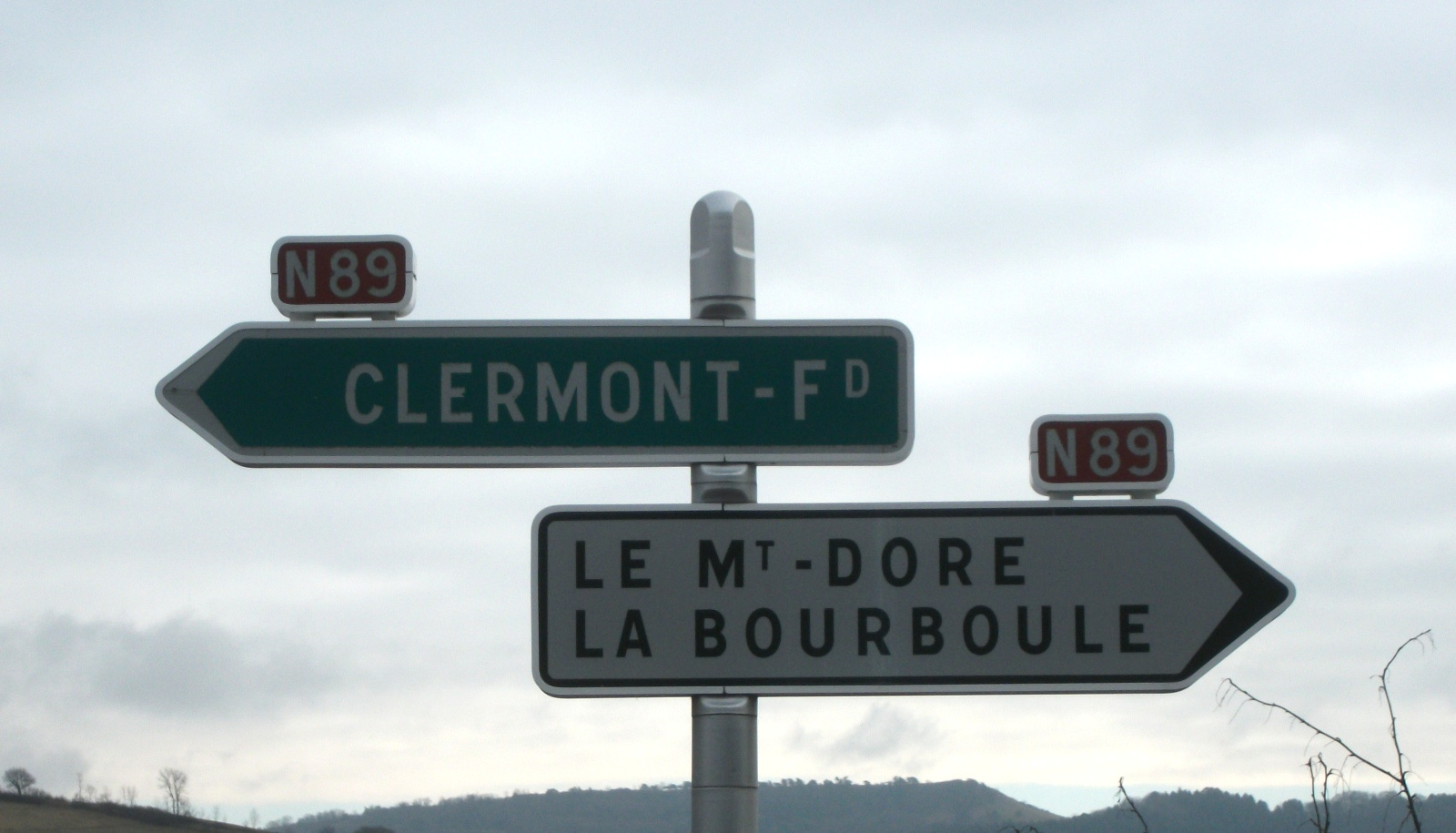
Straßenschild an der N89

Die Route nationale 89, kurz N 89 oder RN 89, ist eine französische Nationalstraße, die 1824 zwischen der N6 im Westen von Lyon und der N10 bei Bordeaux festgelegt wurde. Sie geht zurück auf die Route impériale 107. Führte sie zunächst über die Fähre von Saint-Pardon, wurde sie nach der Eröffnung der Brücke über Dordogne 1824 in Libourne neu trassiert. Eine weitere Trassenänderung erfolgte 1842 zwischen Clermont-Ferrand und Rochefort-Montagne. Dabei wurde sie von der heutigen D941, D942 und D216 herunter auf die Führung über den Col de la Ventouse genommen. Ihre Länge betrug ab da 537 Kilometer. 1973 wurde sie im Ostteil über die N496 neu trassiert und damit zweigeteilt:
- N 496 L’Arbresle–Montrond-les-Bains
- via N82
- N 89 Feurs–Bordeaux

Seit 2006 gibt es die N89 nur noch in kurzen Abschnitten, da parallel die Autobahn A89 angelegt wurde.

## N 1089
Die Route nationale 1089, kurz N 1089 oder RN 1089, war ein Seitenast der N89. Er entstand 1980 als Verbindung zwischen der N89 und der A72 (seit 2006 A89) bei Chantelause. Er wurde 2006 zur D2189 abgestuft.

## N 2089
Die Nummer N2089 wurde für zwei Abschnitte der N89 verwendet, als diese auf Umgehungsstraßen verlegt wurde. Ab 1991 wurde der erste Abschnitt zwischen den Anschlussstellen 14 und 16 über Périgueux umgenummert, da die N89 über die heutige Trasse der A89 geführt wurde; 1993 der von Arveyres nach Libourne, im Zusammenhang mit der Ostumgehung von Libourne. 2003 wurde ein Teil des ersten Abschnittes in die N221 integriert, der bis heute Nationalstraße ist.